# David Rudisha
Pour les articles homonymes, voir Rudisha.
David Lekuta Rudisha (né le 17 décembre 1988 à Kilgoris) est un athlète kényan spécialiste du 800 mètres.
Il est l'actuel détenteur du record du monde du 800 m en 1 min 40 s 91, établi lors de sa victoire aux Jeux olympiques de Londres le 9 août 2012. Il est aussi l'auteur de six des dix meilleures performances de tous les temps sur cette distance. Il remporte par ailleurs deux titres de champion du monde, en 2011 à Daegu et en 2015 à Pékin, et deux titres de champion d'Afrique, en 2008 et 2010. En 2016, il remporte son deuxième titre olympique à Rio de Janeiro et devient le seul athlète de l'histoire à avoir additionné quatre titres olympiques et mondiaux sur cette distance.

## Biographie
David Rudisha naît en 1988 à Kilgoris dans la vallée du Rift ; il appartient à la tribu des Maasaï. Sixième d'une famille de sept enfants, il est le fils de Daniel Rudisha, ancien athlète de haut niveau, médaillé d'argent du relais 4 × 400 mètres lors des Jeux olympiques de 1968. « Quand j’ai vu que mon père avait réalisé de grandes performances sur les pistes, j’ai ouvert les yeux. J’ai réalisé que je pouvais peut-être faire aussi bien que lui et ça m’a motivé pour me lancer pleinement dans l’athlétisme » explique David Rudisha en 2010. Sa mère, Tamisha Rudisha, est une chanteuse de variétés populaire au Kenya.

### Débuts (2004-2008)
Commençant l'athlétisme en 2004 par le décathlon, David Rudisha se révèle dès l'année suivante en se classant deuxième du 400 m des Championnats juniors d'Afrique de l'Est se déroulant à Arusha en Tanzanie. Il fait la rencontre de Frère Colm O’Connell, entraîneur irlandais, implanté au Kenya depuis 1976, et formateur des champions de demi-fond Peter Rono et Wilson Kipketer. Sur ses conseils, le jeune David Rudisha décide de se concentrer sur la distance supérieure. L'idole de sa jeunesse, Billy Konchellah, natif de Kilgoris également, a été double champion du monde du 800 m dans les années 1990.
En 2006, sur 800 mètres, il se classe sixième des sélections kényanes pour les Championnats d'Afrique à Bambous, établissant un nouveau record personnel en 1 min 46 s 3. Plus tard dans la saison, David Rudisha remporte la médaille d'or du 800 m des Championnats du monde juniors de Pékin où il domine avec le temps de 1 min 47 s 40 son compatriote Jackson Kivuva. Lors de cette même compétition, il se classe quatrième de la finale du relais 4 × 400 mètres dans l'équipe du Kenya qui améliore le record national junior de la discipline (3 min 5 s 54). La presse continentale le surnomme à cette occasion la « Fierté de l’Afrique », qui est aussi la devise de Kenya Airways, la compagnie aérienne kényane.
Auteur fin 2006 d'un record personnel sur 800 mètres à 1 min 46 s 3, David Rudisha descend pour la première fois de sa carrière sous les 1 min 45 s lors de la saison 2007, s'imposant notamment lors du meeting de Bruxelles en 1 min 44 s 15. Il remporte par ailleurs les Championnats d'Afrique juniors de Ouagadougou en 1 min 46 s 41.
Début mai 2008, le Kényan décroche la médaille d'or des Championnats d'Afrique d'Addis-Abeba, sa première lors d'une compétition internationale seniors, en dominant le Soudanais Ismail Ahmed Ismail et le Kényan Asbel Kiprop. Quelques jours plus tard, Rudisha se blesse à la cheville lors d'un camp d'entraînement précédent les sélections olympiques kenyanes. Figurant pourtant parmi les meilleurs performeurs mondiaux de l'année (1 min 43 s 72 à Oslo), il ne fait pas partie de la délégation du Kenya en partance pour les Jeux olympiques de Pékin.
De retour sur les pistes d'athlétisme en mai 2009 à l'occasion du meeting de Doha, David Rudisha ne se classe que quatrième du meeting d'Hengelo, moins d'un plus tard, mais établit un nouveau record personnel sur 800 m en 1 min 43 s 53. Vainqueur des Championnats du Kenya en début d'année 2009, il participe aux Championnats du monde de Berlin dans lesquels il remporte aisément sa série du premier tour en 1 min 47 s 83. Il est éliminé ensuite en demi-finale après avoir été bousculé par un concurrent à l'amorce du sprint final, terminant troisième et premier non-qualifié pour la finale avec le temps de 1 min 45 s 40. Le 6 septembre 2009, David Rudisha établit la meilleure performance mondiale de l'année en 1 min 42 s 01 lors du meeting de Rieti,. Il réalise à cette occasion le septième chronomètre de tous les temps sur 800 m et améliore le record d'Afrique de la spécialité détenu depuis 1984 par son compatriote Sammy Koskei. Il s'impose lors de sa dernière course de la saison, lors de la Finale mondiale d'athlétisme de Thessalonique, en 1 min 44 s 85 devant le Canadien Gary Reed.

### Premiers records du monde (2010)

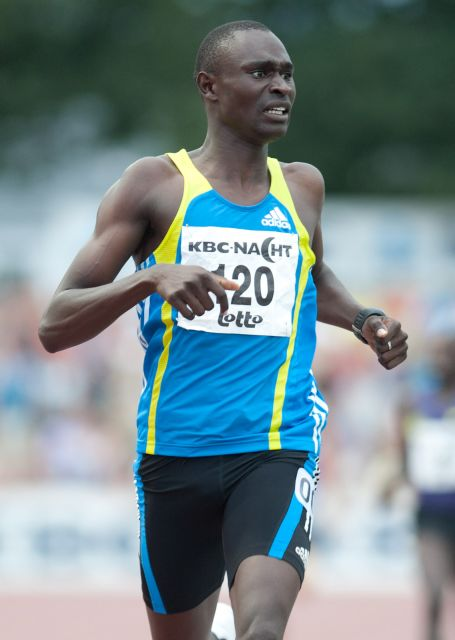
David Rudisha lors du Meeting de Heusden-Zolder 2010

David Rudisha décide de faire l'impasse sur la saison en salle 2010 conclue par les Championnats du monde en salle de Doha. Commençant sa saison le 27 février 2010 par le meeting en plein air de Sydney, il remporte l'épreuve du 400 mètres et réalise un nouveau record personnel en 45 s 50. Il confirme son état de forme cinq jours plus tard lors du meeting de Melbourne en signant le temps de 1 min 43 s 15 sur 800 m.
Le 10 juillet 2010, David Rudisha remporte le meeting de Heusden-Zolder dans le temps de 1 min 41 s 51 en améliorant de près d'une demi-seconde son propre record d'Afrique. Il établit à cette occasion la troisième meilleure performance de tous les temps sur 800 mètres derrière le Danois Wilson Kipketer, auteur de 1 min 41 s 11 et 1 min 41 s 24 en 1997. Fin juillet à Nairobi, le Kényan enlève son deuxième titre consécutif de champion d'Afrique dans le temps de 1 min 42 s 84, devant ses compatriotes Alfred Yego et Jackson Kivuva. Il remporte ensuite la première édition de la Ligue de diamant, grâce notamment à ses quatre succès obtenus lors du Qatar Athletic Super Grand Prix de Doha, des Bislett Games d'Oslo, du meeting Athletissima de Lausanne, et lors du Mémorial Van Damme de Bruxelles, ultime étape de la compétition. Auteur de 20 points, il devance au classement général final le Soudanais Abubaker Kaki et le Polonais Marcin Lewandowski.

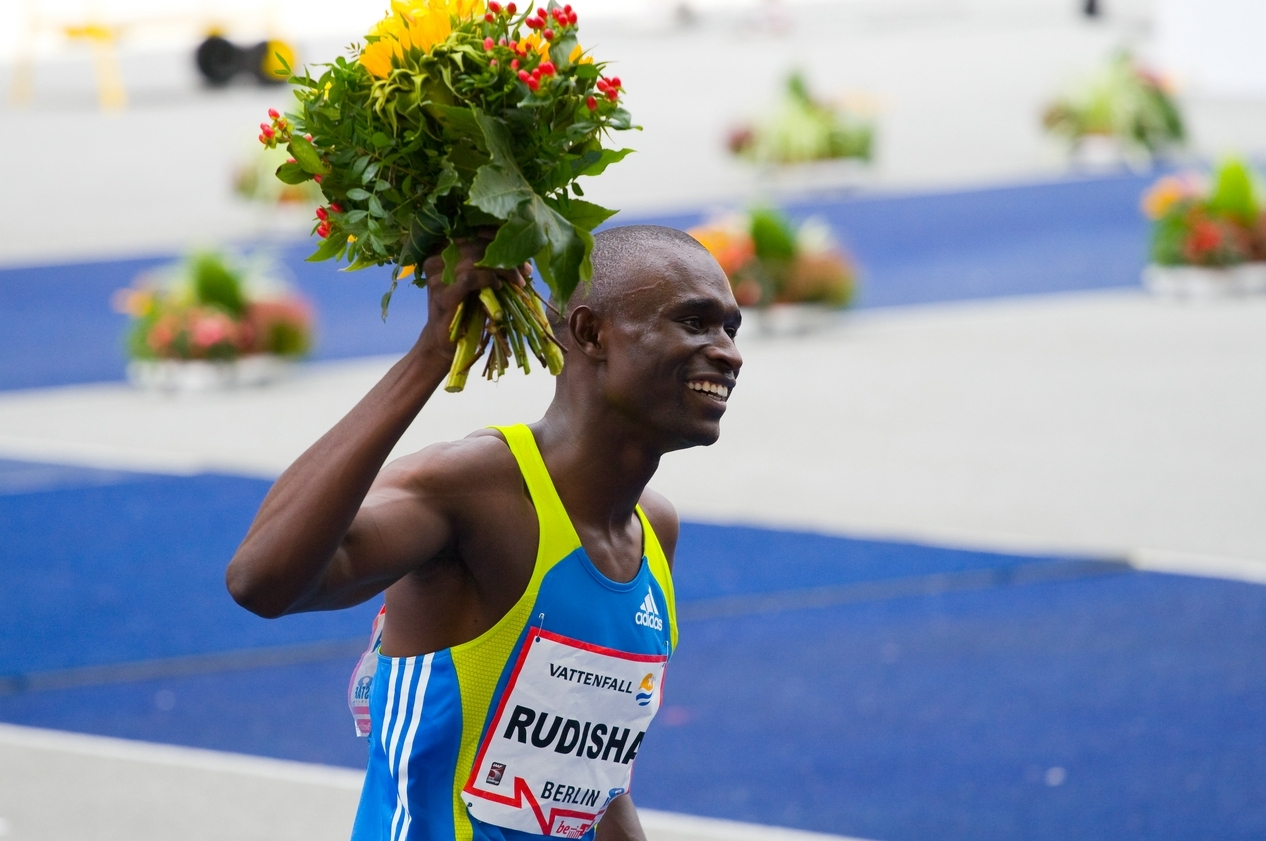
David Rudisha après son premier record du monde établi le 22 août 2010 lors du meeting ISTAF de Berlin

Le 22 août 2010, à l'occasion du meeting de Berlin, David Rudisha établit le nouveau record du monde du 800 mètres en 1 min 41 s 09, améliorant de deux centièmes de seconde la précédente meilleure marque mondiale détenue par Wilson Kipketer depuis le 24 août 1997. Le Kényan réalise cette performance après avoir été lancé par son compatriote Sammy Tangui qui dans le rôle du lièvre effectue le premier tour de piste en 48 s 65. « Dès mon réveil, je l'ai senti et je me suis dit : aujourd'hui, je vais réussir une grande course » déclare Rudisha après sa course. Le 29 août 2010 au Meeting de Rieti, une semaine exactement après avoir établi cet exploit, Rudisha retranche huit centièmes de seconde à son propre record du monde en réalisant 1 min 41 s 01, après avoir été amené une nouvelle fois par Sammy Tangui, auteur de 48 s 20 aux 400 mètres.
Il conclut l'année 2010 en remportant pour l'équipe d'Afrique le 800 mètres de la première édition de la Coupe continentale, à Split, dans le temps de 1 min 43 s 37, devançant largement Marcin Lewandowski et Belal Mansoor Ali. L'équipe d'Afrique termine finalement troisième de la compétition avec 292 points.
Le 21 novembre 2010, il est élu athlète masculin de l'année 2010 par l'Association internationale des fédérations d'athlétisme et succède au palmarès au Jamaïcain Usain Bolt, lauréat en 2008 et 2009. Il devient le premier athlète kényan désigné de la sorte.

### Champion du monde (2011)

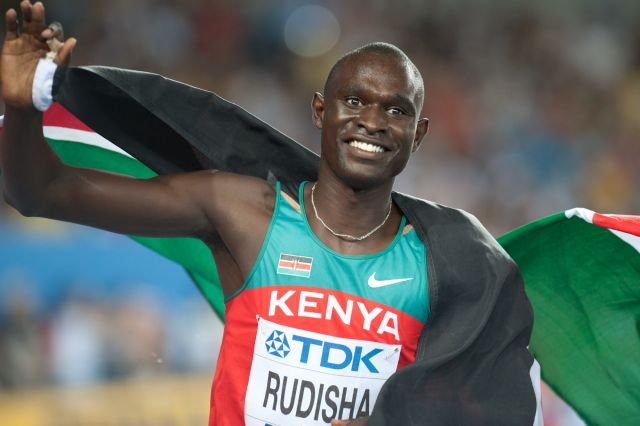
David Rudisha après sa victoire aux championnats du monde 2011

Pour sa rentrée, après une longue blessure à la cheville, le Kényan réalise la meilleure performance mondiale de l'année sur 800 m lors du meeting de Nancy en 1 min 43 s 46. Absent lors des trois premiers meetings de la Ligue de diamant, il s'impose quelques jours plus tard, le 30 juin, en 1 min 44 s 15 devant Marcin Lewandowski lors du meeting Athletissima de Lausanne, avant de réaliser la meilleure performance mondiale de l'année en 1 min 42 s 61 lors du meeting Herculis de Monaco.
Invaincu depuis 2009, David Rudisha est le favori des Championnats du monde se déroulant fin août 2011 à Daegu. Il remporte aisément sa finale en 1 min 43 s 91 après avoir pris la tête de la course dès les 200 m, et avoir déclenché une accélération à l'entrée de la dernière ligne droite. Quatrième athlète kényan titré sur la distance après Billy Konchellah (1987 et 1991), Paul Ruto (1993) et Alfred Yego (2007), il devance finalement le Soudanais Abubaker Kaki et le Russe Yuriy Borzakovskiy.
Une semaine plus tard, au meeting de Rieti, il échoue de peu dans sa tentative de record du monde en établissant le temps de 1 min 41 s 33. Il réalise néanmoins la meilleure performance mondiale de l'année 2011 ainsi que le cinquième chrono de tous les temps sur le double tour de piste. Lors du Mémorial Van Damme de Bruxelles, ultime étape de la Ligue de diamant, Rudisha échoue dans sa tentative de record du meeting détenu depuis 1997 par Wilson Kipketer, mais s'impose néanmoins en 1 min 43 s 96. Il remporte pour la deuxième année consécutive le trophée, devant ses compatriotes Asbel Kiprop et Alfred Yego.
Il subit son premier revers depuis les Championnats du monde de 2009 après 34 succès consécutifs en s'inclinant en septembre 2011 lors du meeting de Milan face à l’Éthiopien Mohammed Aman (1 min 43 s 57 contre 1 min 43 s 50).

### Titre olympique et nouveau record mondial (2012)

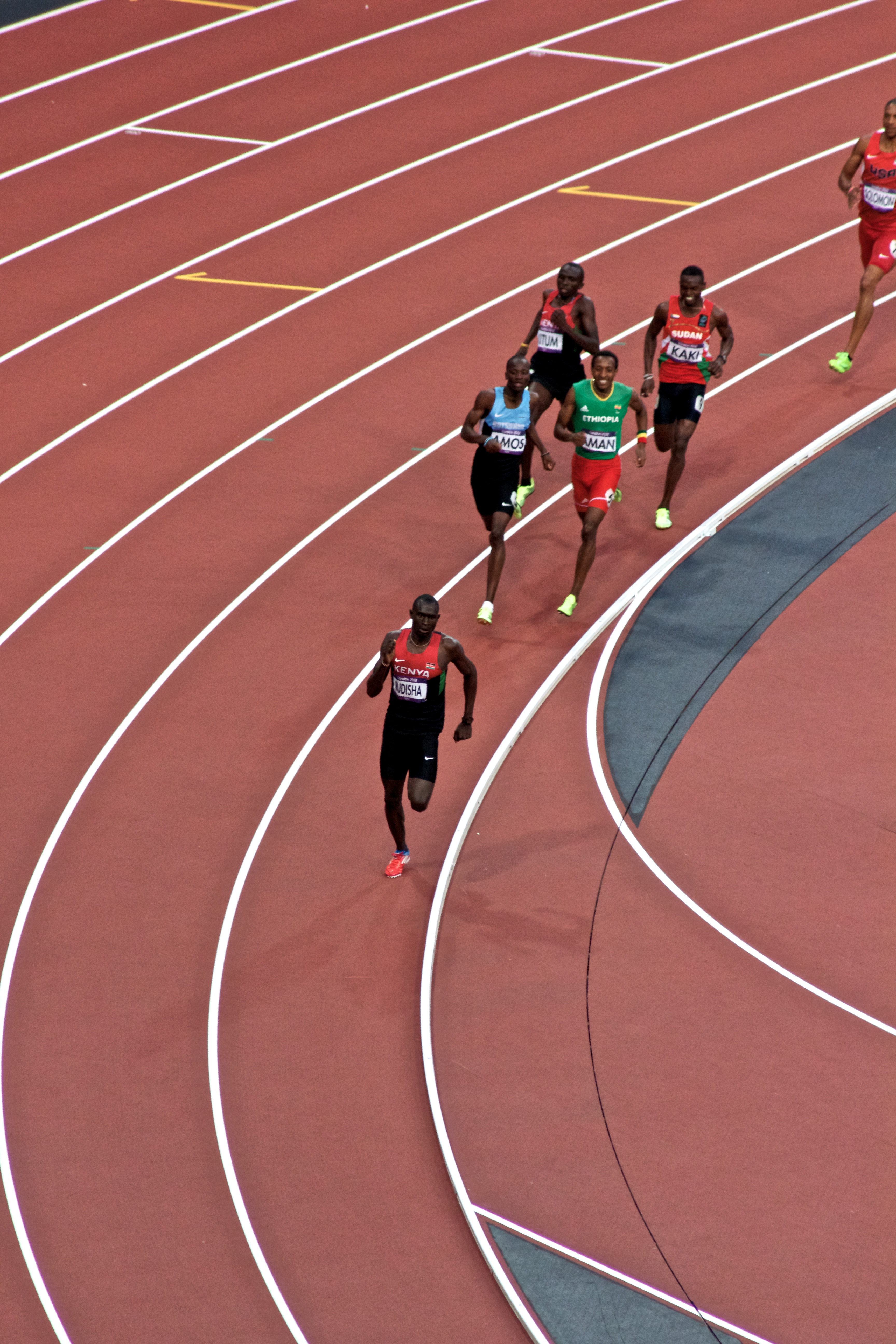
David Rudisha remporte les Jeux olympiques de Londres, en août 2012, en battant son propre record du monde.

En juin 2012, lors du meeting Adidas Grand Prix de New York, David Rudisha établit la meilleure performance mondiale de l'année sur 800 m en s'imposant en 1 min 41 s 74, temps proche de son record du monde. Bouclant son premier tour de piste en 49 s 06, aidé par le lièvre Matthew Scherer, il conclut son deuxième 400 m en 52 s 68 et devance finalement de près de trois secondes le Kényan Alfred Yego (1 min 44 s 49). Quelques jours plus tard à Nairobi, en altitude, Rudisha remporte les sélections olympiques kényanes en 1 min 42 s 12, devant Job Kinyor et Timothy Kitum. Il échoue de peu dans sa tentative de record du monde, début juillet, au meeting Areva de Saint-Denis, où il s'impose en 1 min 41 s 54, améliorant néanmoins la meilleure performance mondiale de l'année.
Désigné porte-drapeau du Kenya lors des Jeux olympiques de Londres, David Rudisha bat son propre record du monde, le 9 août 2012 en finale, à l'issue d'une course qu'il mène de bout en bout, finissant en 1 min 40 s 91 et remportant ainsi son premier titre olympique. À vingt-trois ans, il succède au palmarès à son compatriote Wilfred Bungei et devance le Botswanais Nijel Amos, médaillé d'argent en 1 min 41 s 73 et l'autre Kényan Timothy Kitum, troisième en 1 min 42 s 53. Il est le premier athlète à descendre sous les 1 min 41 s sur 800 m, et le premier coureur depuis Alberto Juantorena en 1976 à battre le record du monde du 800 m en finale des Jeux olympiques. Lors d'une conférence de presse tenue le 11 août 2012, peu avant la cérémonie de clôture, le Président du Comité d'organisation de Londres 2012 Sebastian Coe, par ailleurs vice-président de l'IAAF, évoque le record du monde de Rudisha comme la « performance la plus remarquable de ces Jeux, tous sports confondus ».
Pour sa dernière course de l'année, le 7 septembre 2012, lors du meeting Weltklasse de Zurich, David Rudisha subit sa première défaite de la saison en s'inclinant face à Mohammed Aman (1 min 42 s 81 contre 1 min 42 s 53) qui remporte à cette occasion la Ligue de diamant 2012.

### Blessures et retour (2013-2014)
David Rudisha dispute sa première course de l'année le 3 mai 2013 à Nairobi. Sur 400 m, il établit le temps de 45 s 15 et améliore de 35 centièmes son ancien record personnel sur la distance établi à Sydney en 2010. Une semaine plus tard, lors du Qatar Athletic Super Grand Prix de Doha, meeting de rentrée de la Ligue de diamant 2013, le Kényan s'impose aisément sur 800 m en 1 min 43 s 87, devant Mohammed Aman. Blessé au genou un mois plus tard au meeting de New York, il renonce à disputer les sélections nationales et malgré sa wild card en tant que tenant du titre, il ne fait pas partie de la liste d'athlètes annoncée par la Fédération kényane pour participer aux championnats du monde de Moscou.
Après un an d'absence, Rudisha effectue son grand retour lors du meeting d'Eugene aux États-Unis, le 31 mai 2014. Il ne termine que septième de la course en 1 min 44 s 87, bien qu'il ait été en tête jusqu'aux cinquante derniers mètres. Le 14 juin, il s'impose lors de l'Adidas Grand Prix de New-York en 1 min 44 s 63, et remporte début juillet le meeting de Glasgow en 1 min 43 s 34. Le 18 juillet, il établit le temps de 1 min 42 s 98 lors de sa victoire au Meeting Herculis de Monaco. Il participe aux Jeux du Commonwealth à Glasgow, où il remporte la médaille d'argent du 800 m, derrière le Botswanais Nijel Amos.

### Deuxième titre de champion du monde et deuxième titre olympique (2015-2016)

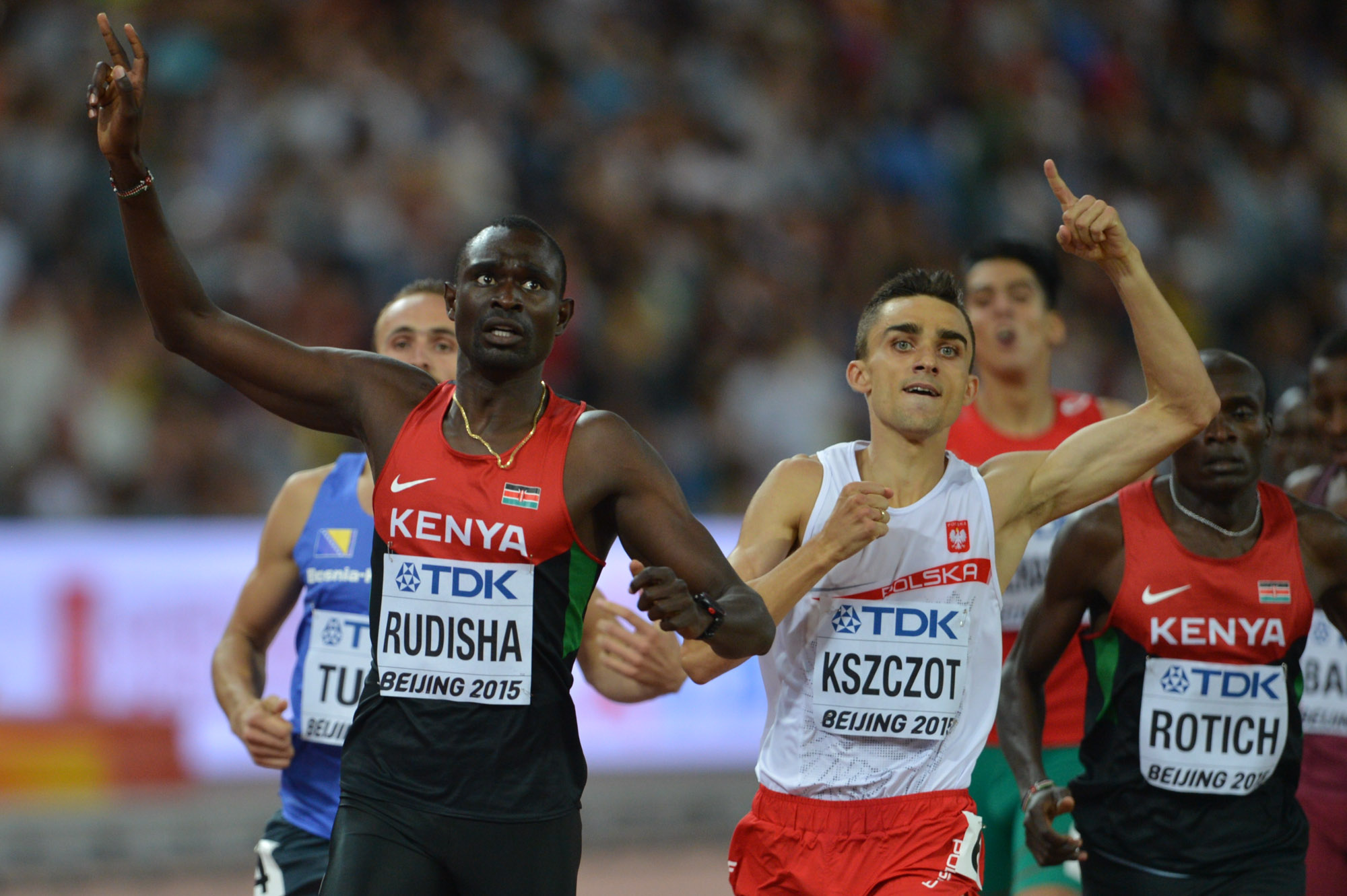
David Rudisha devance Adam Kszczot en finale des championnats du monde 2015, à Pékin.

David Rudisha ne possède que le dixième temps des engagés avant le début des championnats du monde 2015. A Pékin, il remporte sa série en 1 min 48 s 31, puis sa demi-finale en 1 min 47 s 70. Le 25 août 2015, en finale, il prend la tête de la course en compagnie de son compatriote Ferguson Rotich, avant d'accélérer dans la dernière ligne droite et de franchir la ligne d'arrivée en 1 min 45 s 84, devant le Polonais Adam Kszczot et le Bosnien Amel Tuka. Il décroche son deuxième titre mondial après Daegu en 2011.
Le 15 août 2016, David Rudisha devient le premier athlète à conserver son titre olympique sur 800 m depuis plus de cinquante ans et la performance du Néo-Zélandais Peter Snell (1960 et 1964). Il s'impose dans le temps de 1 min 42 s 15, son meilleur temps de l'année, devant l'Algérien Taoufik Makhloufi (1 min 42 s 61) et l'Américain Clayton Murphy (1 min 42 s 93). Il rejoint Douglas Lowe, Mal Whitfield et Peter Snell, titrés à deux reprises également sur 800 mètres aux Jeux olympiques. Rudisha devient à cette occasion le seul athlète de l'histoire à avoir remporté quatre titres olympiques ou mondiaux sur cette distance.

### Absent des pistes (depuis 2017)
En 2017, il déclare forfait pour les championnats du monde de Londres, avançant une blessure aux quadriceps. Éloigné des pistes depuis, il reprend l'entraînement en décembre 2019 dans la perspective des Jeux Olympiques d'été de 2020 où il espère conquérir un troisième titre sur 800 m, ce qui n'a jamais été réalisé dans l'histoire de la discipline.
Le 19 mai 2020, il se fracture la cheville lors d'un entraînement et doit se faire opérer, ce qui le contraint à rester à l'écart des pistes d'entraînement pendant quatre mois. Il se dit être toujours dans l'objectif de se remettre en forme pour les Jeux Olympiques de Tokyo repoussés à 2021. Finalement, en mai 2021, le Kényan annonce qu'il renonce à participer aux Jeux olympiques en raison de blessures récurrentes. Même s'il ne pense pas prendre sa retraite dans l'immédiat, son avenir sur les pistes reste incertain.

## Palmarès
| Date | Compétition                    | Lieu             | Résultat | Temps         |
| ---- | ------------------------------ | ---------------- | -------- | ------------- |
| 2006 | Championnats du monde juniors  | Pékin            | 1er      | 1 min 47 s 40 |
| 2007 | Championnats d'Afrique juniors | Ouagadougou      | 1er      | 1 min 46 s 41 |
| 2008 | Championnats d'Afrique         | Addis-Abeba      | 1er      | 1 min 44 s 20 |
| 2009 | Finale mondiale                | Thessalonique    | 1er      | 1 min 44 s 85 |
| 2010 | Championnats d'Afrique         | Nairobi          | 1er      | 1 min 42 s 84 |
| 2010 | Ligue de diamant               | Ligue de diamant | 1er      | détails       |
| 2010 | Coupe continentale             | Split            | 1er      | 1 min 43 s 37 |
| 2011 | Championnats du monde          | Daegu            | 1er      | 1 min 43 s 91 |
| 2011 | Ligue de diamant               | Ligue de diamant | 1er      | détails       |
| 2012 | Jeux olympiques                | Londres          | 1er      | 1 min 40 s 91 |
| 2012 | Ligue de diamant               | Ligue de diamant | 2e       | détails       |
| 2014 | Jeux du Commonwealth           | Glasgow          | 2e       | 1 min 45 s 48 |
| 2014 | Ligue de diamant               | Ligue de diamant | 2e       | détails       |
| 2015 | Championnats du monde          | Pékin            | 1er      | 1 min 45 s 84 |
| 2016 | Jeux olympiques                | Rio de Janeiro   | 1er      | 1 min 42 s 15 |

## Records

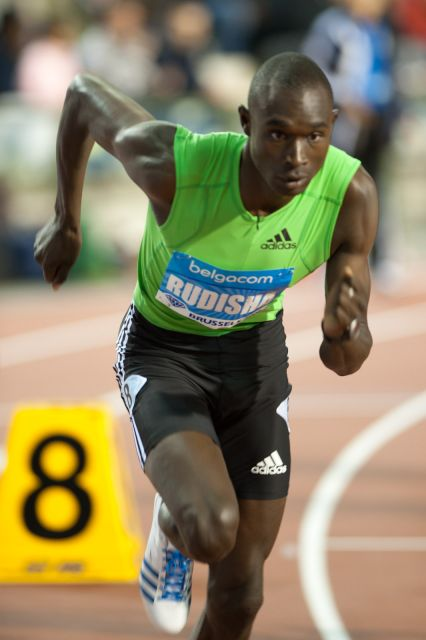
David Rudisha lors du meeting Mémorial Van Damme 2010.

### Records personnels
| Épreuve | Temps              | Date        | Lieu       |
| ------- | ------------------ | ----------- | ---------- |
| 400 m   | 45 s 15            | 3 mai 2013  | Nairobi    |
| 600 m   | 1 min 13 s 71      | 2014        | Birmingham |
| 800 m   | 1 min 40 s 91 (WR) | 9 août 2012 | Londres    |

### Records du monde
| Temps         | Date         | Lieu    | Note                                                         |
| ------------- | ------------ | ------- | ------------------------------------------------------------ |
| 1 min 41 s 09 | 22 août 2010 | Berlin  | Amélioration de 0,02 s du record du monde de Wilson Kipketer |
| 1 min 41 s 01 | 29 août 2010 | Rieti   |                                                              |
| 1 min 40 s 91 | 9 août 2012  | Londres | Actuel record du monde                                       |

### Meilleures performances par année
| Année | Temps         | Date              | Lieu           | Rang |
| ----- | ------------- | ----------------- | -------------- | ---- |
| 2005  | 1 min 51 s 2  | 15 juin 2005      | Nairobi        | -    |
| 2006  | 1 min 46 s 3  | 1er juillet 2006  | Nairobi        | -    |
| 2007  | 1 min 44 s 15 | 14 septembre 2007 | Bruxelles      | 9    |
| 2008  | 1 min 43 s 72 | 6 juin 2008       | Oslo           | 7    |
| 2009  | 1 min 42 s 01 | 6 septembre 2009  | Rieti          | 1    |
| 2010  | 1 min 41 s 01 | 29 août 2010      | Rieti          | 1    |
| 2011  | 1 min 41 s 33 | 10 septembre 2011 | Rieti          | 1    |
| 2012  | 1 min 40 s 91 | 9 août 2012       | Londres        | 1    |
| 2013  | 1 min 43 s 87 | 10 mai 2013       | Doha           | 10   |
| 2014  | 1 min 42 s 98 | 18 juillet 2014   | Monaco         | 5    |
| 2015  | 1 min 43 s 58 | 13 juin 2015      | New York       | 8    |
| 2016  | 1 min 42 s 15 | 15 août 2016      | Rio de Janeiro | 1    |
| 2017  | 1 min 44 s 90 | 4 juillet 2017    | Székesfehérvár | 23   |

## Distinctions
- Trophée World Athletics de l'athlète de l'année en 2010
- Trophée Track and Field de l'athlète de l'année en 2010, 2011 et 2012